# José Juncal Verdulla
José Juncal Verdulla (Pontevedra, 4 de desembre de 1869 - Barcelona, 20 de juny de 1961), fou un pedagog, periodista i escriptor galleg.

## Biografia
Fou professor de pedagogia a l'Escola Normal de Mestres de València i posteriorment a la de Madrid. Com a periodista fundà El Grito del Pueblo, dirigí La Unión Republicana, La Acción i La Libertad i col·laborà a El Combate, El Progreso i Galicia en Cataluña (Barcelona). Casat amb Amelia Lerroux, germana d'Alejandro Lerroux, per motius polítics s'establí a Barcelona el 1910. Defensà Ángel Pestaña i fou regidor i tinent d'alcalde de l'ajuntament de Barcelona a les eleccions municipals de 1911 pel Partit Radical.
Fou director de l'Escola de Magisteri de Barcelona (1920-1932) i president del Centre Gallec de Barcelona (1930); sota el seu mandat l'entitat es va barrejar en la política radical de tal manera que acabà actuant com un apèndix d'aquest partit. Fou el primer president de la Federació de Cases Regionals de Barcelona, col·lectiu fundat en 1929. En 1933 fou nomenat ambaixador a Portugal en substitució de Juan José Rocha i García, i continuà en el càrrec fins a febrer de 1936, quan fou substituït per Claudio Sánchez Albornoz.

## Obres
- Elementos de ciencia gramatical de la lengua hispanoamericana, 1912 e 1914.
- La cuestión pedagógica en España, 1923.